# 高橋修 (建築家)
高橋 修（たかはし おさむ、1963年 - ）は日本の建築家。東京都建築士事務所協会北部支部、支部編集員、ADU一級建築士事務所を主宰。
新潟県生まれ。1989年まで株式会社三浦西野建築事務所。1992年まで株式会社 三浦功建築事務所。2003年までフリーランス、その他の設計事務所を経て2004年3月一級建築士事務所 髙橋 修建築設計事務所を開設。2012年にADU一級建築士事務所に名称変更した。

## 代表作
- 蕨ディサーヴィスセンター 埼玉県さいたま市
- K邸[1]

## メディア
- 2006年12月9日　新潟UXテレビ出演
- 2014年2月　「東京の経験豊富な建築家とつくる家」掲載